# Christoph Preuß
Christoph Preuß (* 4. Juli 1981 in Gießen) ist ein deutscher ehemaliger Fußballspieler und heutiger Fußballfunktionär. Er arbeitet als Leiter der Lizenzspielerabteilung bei Eintracht Frankfurt.

## Laufbahn
Aufgewachsen im hessischen Linden, spielte er dort für den TSV Großen-Linden, ehe er zu Eintracht Frankfurt wechselte. Dort wurde er zum U-17-Nationalspieler und durchlief alle Nachwuchsmannschaften des DFB bis zur U-21. Insgesamt absolvierte er 47 Spiele für DFB-Jugendnationalmannschaften und erzielte dabei sechs Tore; hinzu kamen drei Einsätze für das Team 2006.
Seine erste Profimannschaft war ebenfalls die Frankfurter Eintracht, in seiner ersten Saison als Bundesligaspieler stieg die Eintracht in die 2. Bundesliga ab. Nach einem Jahr in der zweiten Liga wechselte er 2002 zu Bayer 04 Leverkusen, wo er zwar in einigen Spielen in der Bundesliga als auch in der Champions League zum Einsatz kam, verletzungsbedingt jedoch nicht den Durchbruch schaffte. 2003 vollzog er den Wechsel zurück nach Frankfurt, wo er zum Leistungsträger wurde, jedoch den erneuten Abstieg nicht verhindern konnte. Der VfL Bochum war in der Saison 2004/05 seine nächste Station, doch auch mit Bochum konnte er die Klasse nicht halten.
Ab der Saison 2005/06 spielte er wieder für die Eintracht aus Frankfurt, die nach einem Jahr in der zweiten Bundesliga den sofortigen Wiederaufstieg geschafft hatte.
Am 17. März 2007 erzielte Christoph Preuß per Fallrückzieher das Tor zum entscheidenden 1:0 gegen den FC Bayern München. Dieses Tor gegen Oliver Kahn wurde zum Tor des Monats März und auf Platz zwei bei der Wahl zum Tor des Jahres gewählt.
In den folgenden Jahren warfen ihn mehrere schwerwiegende Verletzungen seines rechten Knies immer wieder zurück. Kurz nach seinem erneuten Comeback bei der Frankfurter Eintracht erklärte er am 28. Januar 2010 infolge einer abermaligen Verletzung des rechten Knies seinen Rücktritt vom Profi-Fußball. 2010 begann Preuß ein Sportmanagement-Studium und durchlief ein Traineeprogramm bei Eintracht Frankfurt. Am Ende des Studiums wurde er auf Dauer im Bereich der Lizenzspielerabteilung eingesetzt. Ab Sommer 2012 fungierte er als Teammanager der Bundesligamannschaft von Eintracht Frankfurt. Im Sommer 2023 übernahm er die Leitung der Lizenzspielerabteilung. 2025 schloss er den Lehrgang „Management im Profifußball“ von DFB und DFL ab.